# Сниткіно (Курська область)
Сниткіно (рос. Сныткино) — село в Хомутовському районі Курської області Російської Федерації.
Населення становить 34 особи. Входить до складу муніципального утворення Сковородневська сільрада.

## Історія
Населений пункт розташований на території українського етнічного та культурного краю Східна Слобожанщина.
Від 2004 року входить до складу муніципального утворення Сковородневська сільрада.

## Населення
| 2002 | 2010 | 2015 |
| ---- | ---- | ---- |
| 93   | ↘35  | ↘34  |